# Наташа Марић
Наташа Марић је српски економиста и дипломата. 

## Биографија
Стекла је диплому Пете београдске гимназије 1991. Године 1997. је дипломирала на Економском факултету у Београду, а 2001. на Дипломатској академији Министарства иностраних послова Савезне Републике Југославије. Течно говори енглески и француски језик.
Пословну каријеру је започела одмах након дипломирања у финансијском сектору приватног предузећа „СДУ” где је радила до 1999. када је прешла у маркетиншки сектор приватног предузећа „Инвест Интеграл” у ком проводи наредних годину дана. 
Године 2000. заснива радни однос у Министарству иностраних послова СРЈ. Од 2001. до 2004. ради као трећи секретар Дирекције за Европу Министарства иностраних (касније: спољних) послова СРЈ (касније: СЦГ). Од 2005. до 2006. је други секретар Амбасаде СЦГ у Паризу, Француска и представник СЦГ при ОЕСР-у. Исте функције обавља и од 2006. до 2009. у Амбасади Републике Србије. Након тога се враћа у Београд и постаје први секретар у Кабинету помоћника за ЕУ министра спољних послова Србије. После годину дана постаје заменик националног координатора за Процес сарадње у југоисточној Европи Србије и на том положају остаје до 2011. Током наредне године је обављала функцију заменика директора Дирекције за Европу. Године 2013. је именована за првог саветника у нашој амбасади у Лондону, УК. На том положају остаје до 2017. када на годину дана постаје аташе за медије и потпредседник Дипломатског друштва аташеа за медије Града Лондона. Током 2018. је била министар-саветник у амбасади. Од 2017. до 2018. је била и отправник послова наше амбасаде у Лондону.
У новембру 2018. је постављена за амбасадора у Француској. 